# 伊斯特波特 (紐約州)
伊斯特波特（英語：Eastport）是位於美國紐約州薩福克縣的普查規定居民點。

## 人口
根據2020年美國人口普查的數據，伊斯特波特的面積為11.85平方千米，當中陸地面積為11.52平方千米，而水域面積為0.33平方千米。當地共有人口2219人，而人口密度為每平方千米187.26人。